# Redegørelse for samfundsansvar for større virksomheder
I forbindelse med en ændring af årsregnskabsloven fra december 2008 skal store danske virksomheder fra 2009 redegøre om deres samfundsansvar (CSR) i forbindelse med ledelsesrapporten i deres årsregnskab. Erhvervs- og Selskabsstyrelsen har udarbejdet en vejledning til redegørelsen.

## Eksterne links
- Den endelige ændring af årsregnskabsloven Retsinformation.dk
- Redegørelse for samfundsansvar Arkiveret 12. november 2009 hos  Wayback Machine Praktisk vejledning og inspiration på Samfundsansvar.dk
- Mere om lovkravet Arkiveret 4. maj 2009 hos  Wayback Machine Samfundsansvar.dk

| Erhverv og erhvervsliv | Spire Denne artikel om erhverv, erhvervsliv og arbejdsmarked er en spire som bør udbygges. Du er velkommen til at hjælpe Wikipedia ved at udvide den. |

| filosofi | Spire Denne filosofiartikel er en spire som bør udbygges. Du er velkommen til at hjælpe Wikipedia ved at udvide den. |